# Leptotrichus spinosus
Leptotrichus spinosus là một loài chân đều trong họ Porcellionidae. Loài này được Schmalfuss miêu tả khoa học năm 2000.